# Weta Limited
Weta Limited es un grupo de empresas cinematográficas con sede en el barrio de Miramar, en Wellington (Nueva Zelanda). Fue fundado en 1987 por Richard Taylor y su mujer Tania Rodgers con el nombre RT Effects en su propio piso de Wellington. Desde esa humilde base de operaciones, la compañía empezó a proporcionar servicios de efectos especiales de diversos tipos a películas y series de televisión. El gran salto adelante de la empresa se produjo en 1994, cuando sus fundadores se asociaron con Peter Jackson y Jamie Selkirk. En ese momento, la empresa cambió su nombre a Weta, tomado del insecto oriundo de Nueva Zelanda. Los cuatro fundadores la llamaron «Weta» «after New Zealand's coolest little monster, a bizarre and prickly prehistoric cricket» (‘por el monstruito más genial de Nueva Zelanda, un extraño y espinoso grillo prehistórico’).

## Divisiones

### Weta Workshop
Es la división originaria del grupo, y una de las principales. Se dedica a los efectos especiales mecánicos.

### Weta Digital
Es la división de efectos visuales y animación por ordenador de Weta. Fundada en 1993.